# 櫛田一斗
櫛田 一斗（くしだ かずと、1987年1月20日 - ）は、京都府出身の元サッカー選手。現役時代のポジションはミッドフィールダー。

## 来歴
大学卒業後、佐川印刷SCに入団。しかし仕事とサッカーの両立に限界を感じたため2010年限りで退団。2011年にタイ・プレミアリーグのチョンブリーFCに移籍。初年度より活躍しリーグベストイレブン、翌年にはリーグ年間ベストMFに選出される。
2013年のタイ・プレミアリーグ終了後にスペインのヘタフェ、ドイツのヘルタで入団に向けたトライアルを受けることが発表されたが、入団には至らず。
2014年シーズン終盤に右脚の前十字靭帯断裂。半年後に復帰するも、再度同じ箇所を断裂した後満足なプレーができなかったため、新たな環境を求めて2017年より2年間オーストラリアでプレーをする。
2019年にいわてグルージャ盛岡に移籍。32歳で初のJリーグ挑戦となったが、J3リーグに5試合出場0得点に留まり、12月4日に契約満了で退団する旨が発表された。
2020年1月18日、古巣のチョンブリーFCへの復帰が決定。12月のタイ・リーグ前期終了時点で契約満了に伴い退団。
2021年8月25日、ウガンダ・プレミアリーグのソルティーロ・ブライトスターズFCと契約。
2022年5月21日のリーグ最終戦をもって、現役を引退することを自身のブログで表明した。

## 所属クラブ
- 京都暁FC少年団
- 京都紫光SCジュニアユース
- 2002年 - 2004年 桂高校
- 2005年 - 2008年 京都産業大学
- 2009年 - 2010年  佐川印刷SC
- 2011年 - 2015年  チョンブリーFC
  - 2015年  パーントーンFC（英語版）(loan)
  - 2015年  チャイナート・ホーンビルFC（loan）
- 2016年  チャイナート・ホーンビルFC
- 2017年  タプトFC
- 2018年  ウロンゴン・ユナイテッドFC（英語版）
- 2019年  いわてグルージャ盛岡
- 2020年  チョンブリーFC
- 2021年 -2022  ソルティーロ・ブライトスターズFC

## 個人成績
| 国内大会個人成績 | 国内大会個人成績 | 国内大会個人成績 | 国内大会個人成績 | 国内大会個人成績 | 国内大会個人成績 | 国内大会個人成績 | 国内大会個人成績 | 国内大会個人成績 | 国内大会個人成績 | 国内大会個人成績 | 国内大会個人成績 |
| 年度             | クラブ           | 背番号           | リーグ           | リーグ戦         | リーグ戦         | リーグ杯         | リーグ杯         | オープン杯       | オープン杯       | 期間通算         | 期間通算         |
| 年度             | クラブ           | 背番号           | リーグ           | 出場             | 得点             | 出場             | 得点             | 出場             | 得点             | 出場             | 得点             |
| 日本             | 日本             | 日本             | 日本             | リーグ戦         | リーグ戦         | リーグ杯         | リーグ杯         | 天皇杯           | 天皇杯           | 期間通算         | 期間通算         |
| ---------------- | ---------------- | ---------------- | ---------------- | ---------------- | ---------------- | ---------------- | ---------------- | ---------------- | ---------------- | ---------------- | ---------------- |
| 2009             | 佐川印刷         | 25               | JFL              | 34               | 1                | -                | -                | 2                | 0                | 36               | 1                |
| 2010             | 佐川印刷         | 14               | JFL              | 34               | 1                | -                | -                | 1                | 0                | 35               | 0                |
| タイ             | タイ             | タイ             | タイ             | リーグ戦         | リーグ戦         | リーグ杯         | リーグ杯         | FA杯             | FA杯             | 期間通算         | 期間通算         |
| 2011             | チョンブリー     | 22               | プレミア         | 34               | 4                |                  |                  |                  |                  | 34               | 1                |
| 2012             | チョンブリー     | 22               | プレミア         | 33               | 2                | 5                | 0                | 1                | 0                | 39               | 2                |
| 2013             | チョンブリー     | 22               | プレミア         | 34               | 2                | 1                | 0                | 5                | 1                | 40               | 3                |
| 2014             | チョンブリー     | 14               | プレミア         | 31               | 1                | 4                | 0                | 3                | 0                | 38               | 1                |
| 2015             | チャイナート     | 21               | プレミア         | 3                | 0                |                  |                  | 2                | 2                |                  |                  |
| 2016             | チャイナート     | 21               | プレミア         | 13               | 0                |                  |                  | 3                |                  |                  |                  |
| 日本             | 日本             | 日本             | 日本             | リーグ戦         | リーグ戦         | リーグ杯         | リーグ杯         | 天皇杯           | 天皇杯           | 期間通算         | 期間通算         |
| 2019             | 岩手             | 6                | J3               | 5                | 0                | -                | -                |                  |                  |                  |                  |
| 通算             | 日本             | 日本             | J3               | 5                | 0                | -                | -                |                  |                  |                  |                  |
| 通算             | 日本             | 日本             | JFL              | 68               | 2                | -                | -                | 3                | 0                | 71               | 1                |
| 通算             | タイ             | タイ             | プレミア         | 148              | 9                |                  |                  |                  |                  |                  |                  |
| 総通算           | 総通算           | 総通算           | 総通算           | 221              | 11               |                  |                  |                  |                  |                  |                  |

## 個人タイトル
- 2011年 - タイ・プレミアリーグ ベストイレブン
- 2012年 - タイ・プレミアリーグ 年間ベストMF